# Fachschule für sozialpädagogische Berufe (Darmstadt)
Die Fachschule für sozialpädagogische Berufe war eine Schule in Darmstadt.

## Geschichte
Im Jahr 1917 wurde durch den Alice-Frauenverein eine Fachschule für Kindergärtnerinnen und Hortnerinnen in der Martinstraße gegründet. Seit dem Jahr 1920 wurde die Schule von der Stadt Darmstadt und dem Land Volksstaat Hessen gemeinsam getragen. Im Jahr 1934 wurde die Fachschule verstaatlicht und in die Eleonorenschule integriert. 1944 wurde die Fachschule nach Bensheim verlegt und im Jahr 1945 geschlossen.
1947 wurde die Fachschule in Darmstadt wiedereröffnet. Von 1947 bis 1956 war sie im ehemaligen Jagdhof in der Alexanderstraße 35 untergebracht. Der Ausbildungskindergarten befand sich seit 1949 im Koch'schen Haus in der Viktoriastraße 49. Im Jahr 1956 wurde die Fachschule in die Fichteburg in der Fichtestraße 33 verlegt. Im Oktober 1964 wurde die Ausbildung von Jugendleiterinnen aufgenommen. Gleichzeitig wurde ein Zweig der Fachschule zur Höheren Fachschule aufgewertet. Der neue Ausbildungsgang wurde im Nachbarschaftsheim in der Heidelberger Straße 56 durchgeführt. Im Mai 1967 wurde ein Neubau am Martinspfad 140 in Betrieb genommen. In dem Neubau wurden das Kindergärtnerinnenseminar mit einem Kindergarten und einem Kinderhort und das Seminar für Jugendleiterinnen untergebracht. Daneben gab es ein Internat für auswärtige Schülerinnen. Im Jahr 1971 wurde die Höhere Fachschule als Fachbereich Sozialpädagogik in die Fachhochschule Darmstadt integriert. Die Fachschule wurde mitsamt den Gebäuden am Martinspfad in städtische Trägerschaft übernommen und als Abteilung Sozialpädagogik in die Alice-Eleonoren-Schule integriert.
Seit dem Jahr 1991 wird das ehemalige Internat als Gästehaus der Stadt Darmstadt und als Wohnheim für Krankenpflegeschüler genutzt.

## Absolventen
- Ulrich Holbein